# Ozillac
Ozillac és un municipi francès situat al departament del Charente Marítim i a la regió de la Nova Aquitània. L'any 2007 tenia 673 habitants.

## Demografia

### Població
El 2007 la població de fet d'Ozillac era de 673 persones. Hi havia 299 famílies de les quals 97 eren unipersonals (32 homes vivint sols i 65 dones vivint soles), 101 parelles sense fills, 73 parelles amb fills i 28 famílies monoparentals amb fills.
La població ha evolucionat segons el següent gràfic:
Habitants censats

### Habitatges
El 2007 hi havia 367 habitatges, 301 eren l'habitatge principal de la família, 57 eren segones residències i 10 estaven desocupats. 276 eren cases i 87 eren apartaments. Dels 301 habitatges principals, 194 estaven ocupats pels seus propietaris, 97 estaven llogats i ocupats pels llogaters i 10 estaven cedits a títol gratuït; 2 tenien una cambra, 28 en tenien dues, 46 en tenien tres, 69 en tenien quatre i 155 en tenien cinc o més. 249 habitatges disposaven pel capbaix d'una plaça de pàrquing. A 156 habitatges hi havia un automòbil i a 121 n'hi havia dos o més.

### Piràmide de població
La piràmide de població per edats i sexe el 2009 era:
| Homes | Edats   | Dones |
| ----- | ------- | ----- |
| 0     | 95 o +  | 1     |
| 0     | 90 a 94 | 3     |
| 3     | 85 a 89 | 6     |
| 4     | 80 a 84 | 3     |
| 9     | 75 a 79 | 15    |
| 15    | 70 a 74 | 20    |
| 19    | 65 a 69 | 17    |
| 17    | 60 a 64 | 18    |
| 13    | 55 a 59 | 8     |
| 7     | 50 a 54 | 14    |
| 27    | 45 a 49 | 21    |
| 21    | 40 a 44 | 16    |
| 21    | 35 a 39 | 31    |
| 24    | 30 a 34 | 22    |
| 21    | 25 a 29 | 18    |
| 10    | 20 a 24 | 12    |
| 19    | 15 a 19 | 14    |
| 18    | 10 a 14 | 16    |
| 13    | 5 a 9   | 18    |
| 12    | 0 a 4   | 13    |

## Economia
El 2007 la població en edat de treballar era de 424 persones, 313 eren actives i 111 eren inactives. De les 313 persones actives 282 estaven ocupades (152 homes i 130 dones) i 31 estaven aturades (11 homes i 20 dones). De les 111 persones inactives 45 estaven jubilades, 33 estaven estudiant i 33 estaven classificades com a «altres inactius».

### Ingressos
El 2009 a Ozillac hi havia 267 unitats fiscals que integraven 619 persones, la mediana anual d'ingressos fiscals per persona era de 15.889 €.

### Activitats econòmiques
Dels 23 establiments que hi havia el 2007, 2 eren d'empreses alimentàries, 2 d'empreses de fabricació d'altres productes industrials, 5 d'empreses de construcció, 6 d'empreses de comerç i reparació d'automòbils, 1 d'una empresa de transport, 1 d'una empresa d'hostatgeria i restauració, 1 d'una empresa immobiliària, 1 d'una empresa de serveis, 1 d'una entitat de l'administració pública i 3 d'empreses classificades com a «altres activitats de serveis».
Dels 9 establiments de servei als particulars que hi havia el 2009, 1 era una oficina de correu, 1 taller de reparació d'automòbils i de material agrícola, 2 paletes, 2 lampisteries, 1 electricista, 1 perruqueria i 1 saló de bellesa.
Els 2 establiments comercials que hi havia el 2009 eren fleques.
L'any 2000 a Ozillac hi havia 35 explotacions agrícoles que ocupaven un total de 1.140 hectàrees.

## Equipaments sanitaris i escolars
L'únic equipament sanitari que hi havia el 2009 era una farmàcia.
El 2009 hi havia 1 escola elemental i 1 escola elemental integrada dins d'un grup escolar amb les comunes properes formant una escola dispersa.

## Poblacions més properes
El següent diagrama mostra les poblacions més properes.